# Jude Thaddaeus Ruwa'ichi
Jude Thaddaeus Ruwa'ichi (Mulo-Kilema, 30 gennaio 1954) è un arcivescovo cattolico tanzaniano.

## Biografia

### Ministero sacerdotale
Nato nel 1954, si è unito all'Ordine dei frati minori cappuccini. È stato ordinato sacerdote il 25 novembre 1981.
Durante il suo ministero ha servito l'ordine come membro dell'organo di governo.

### Ministero episcopale
Il 9 febbraio 1999 è stato nominato vescovo di Mbulu da papa Giovanni Paolo II, ha ricevuto la consacrazione episcopale il 16 maggio successivo dal cardinale Polycarp Pengo.
Il 15 gennaio 2005 è stato nominato vescovo di Dodoma dallo stesso pontefice.
Il 10 novembre 2010 papa Benedetto XVI lo ha nominato arcivescovo metropolita di Mwanza, dove ha partecipato al lancio di un programma per la prevenzione e il trattamento dell'HIV combinato con gli sforzi per prevenire la discriminazione nei confronti delle persone affette. Il programma era basato sulla partnership con agenzie governative e con le organizzazioni non governative.
Dal 2013 al 2015 è stato amministratore apostolico di Shinyanga.
Il 21 giugno 2018 papa Francesco lo ha nominato arcivescovo coadiutore di Dar-es-Salaam; è succeduto alla guida dell'arcidiocesi il 15 agosto 2019.

## Genealogia episcopale e successione apostolica
La genealogia episcopale è:
- Cardinale Scipione Rebiba
- Cardinale Giulio Antonio Santori
- Cardinale Girolamo Bernerio, O.P.
- Arcivescovo Galeazzo Sanvitale
- Cardinale Ludovico Ludovisi
- Cardinale Luigi Caetani
- Cardinale Ulderico Carpegna
- Cardinale Paluzzo Paluzzi Altieri degli Albertoni
- Papa Benedetto XIII
- Papa Benedetto XIV
- Papa Clemente XIII
- Cardinale Enrico Benedetto Stuart
- Papa Leone XII
- Cardinale Chiarissimo Falconieri Mellini
- Cardinale Camillo Di Pietro
- Cardinale Mieczysław Halka Ledóchowski
- Vescovo Jan Maurycy Paweł Puzyna de Kosielsko
- Arcivescovo Józef Bilczewski
- Arcivescovo Bolesław Twardowski
- Arcivescovo Eugeniusz Baziak
- Papa Giovanni Paolo II
- Cardinale Polycarp Pengo
- Arcivescovo Jude Thaddaeus Ruwa'ichi, O.F.M.Cap.

La successione apostolica è:
- Vescovo Flavian Matindi Kassala (2016)
- Vescovo Henry Mchamungu (2021)
- Vescovo Stephano Musomba, O.S.A (2021)
- Vescovo Thomas John Kiangio (2023)